# 桜トンネル (豊川市)

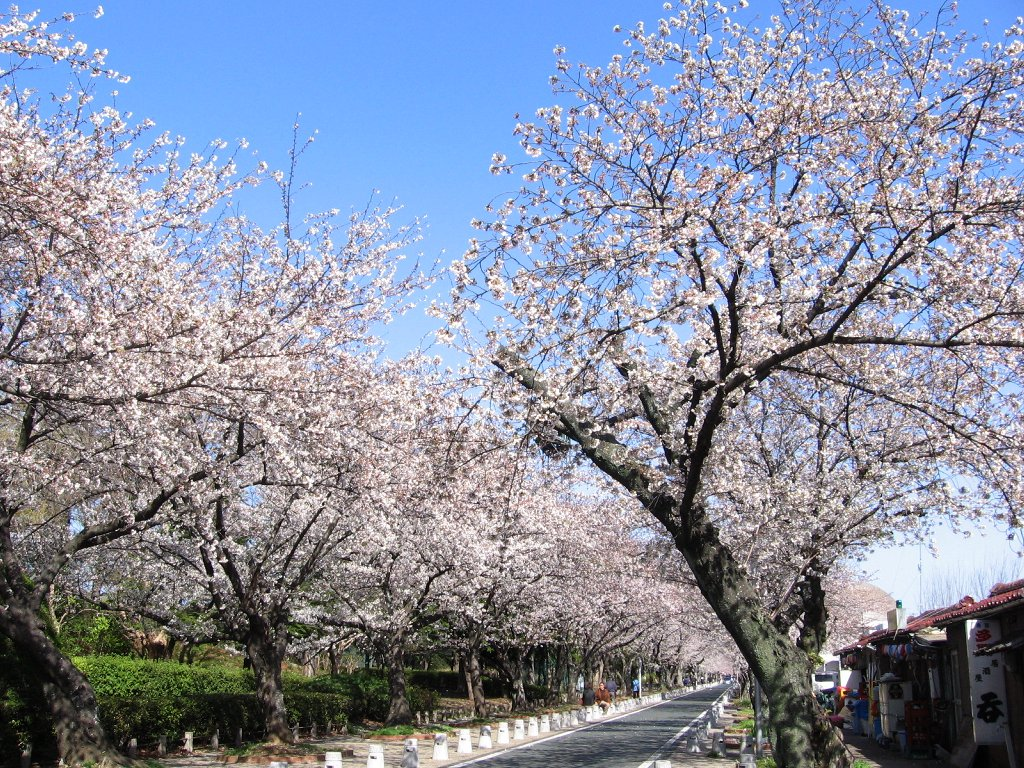
桜トンネル

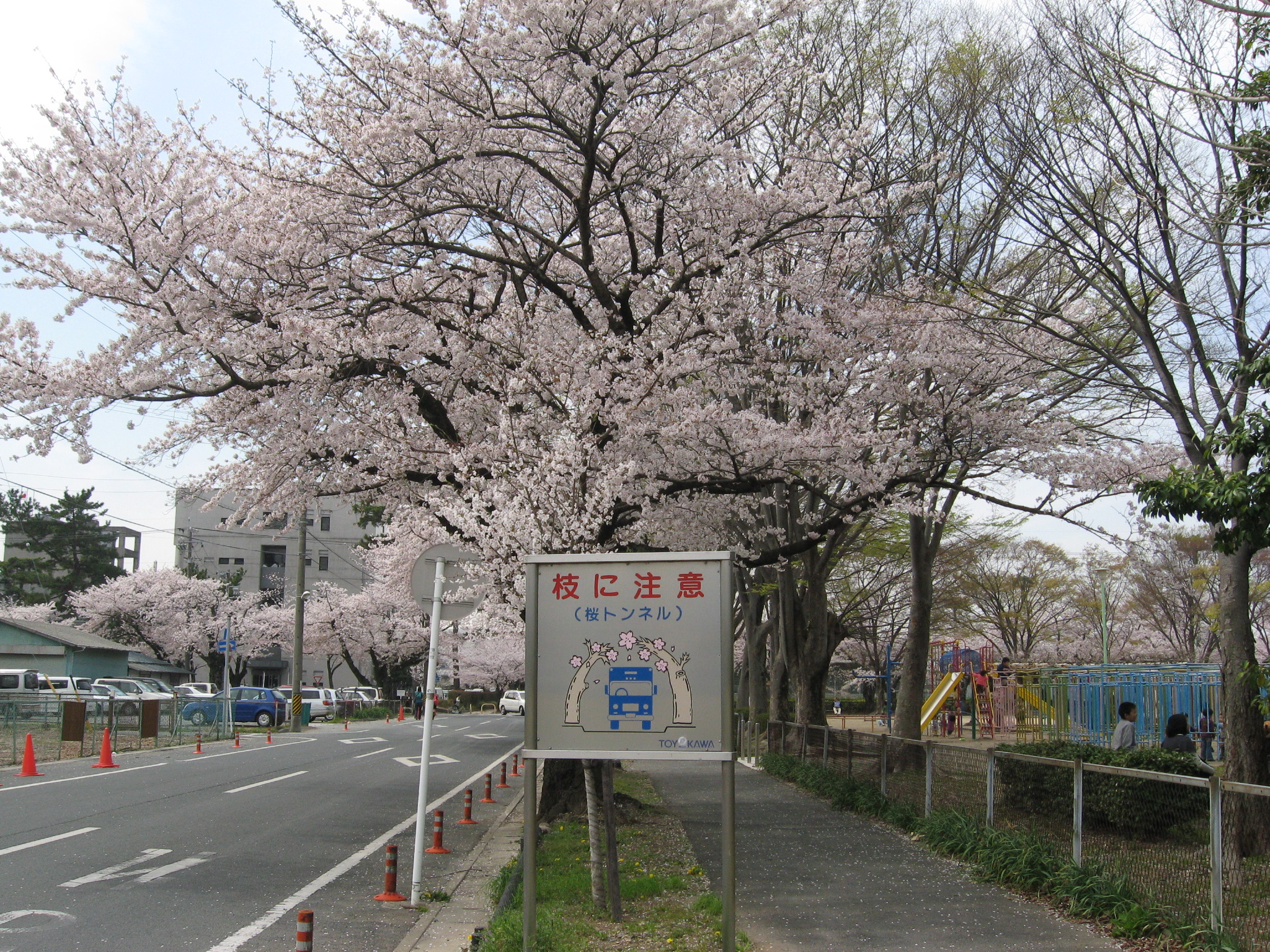
桜トンネルの案内看板

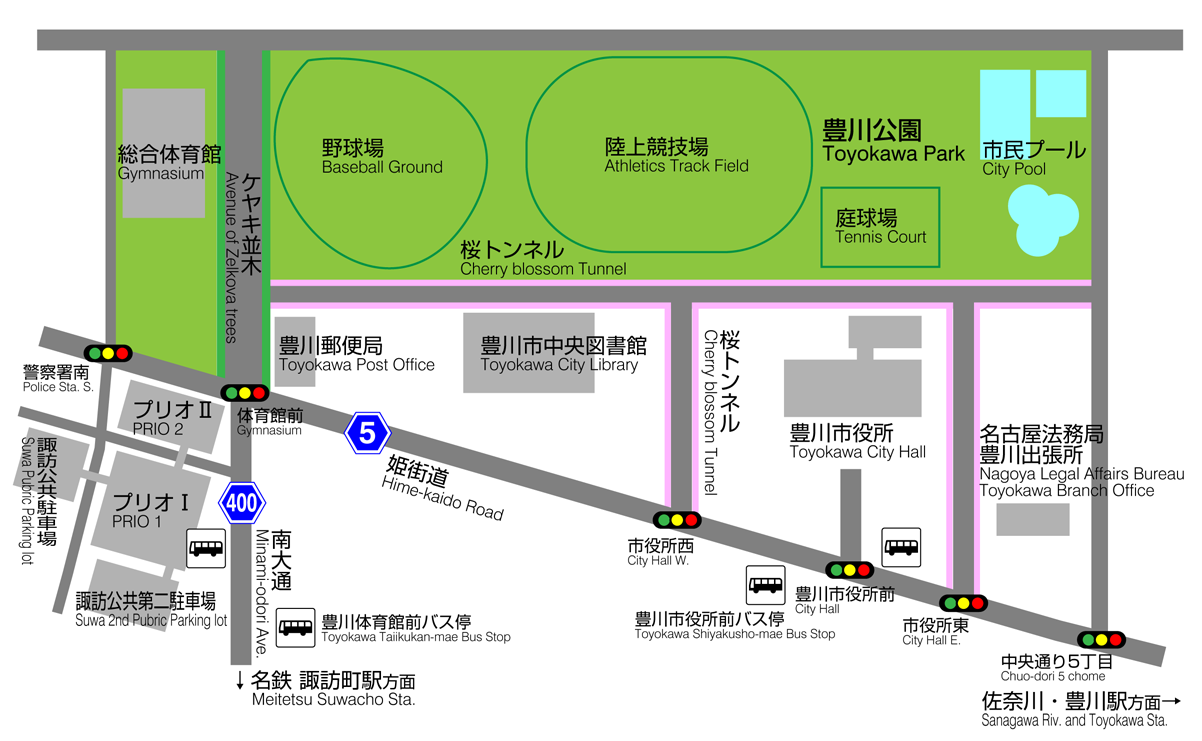
桜トンネル周辺地図

桜トンネル（さくらトンネル）は、愛知県豊川市にある桜並木である。「桜トンネル」という名称は全国の他の地域にもあり、紛らわしいため、諏訪の桜トンネル（諏訪とはこの桜トンネルがある豊川市内の地区名）と呼ばれることもある。

## 概要
桜トンネルは、豊川市の中心部、豊川公園の南側にある。なお、豊川公園の北側にも桜並木はあるが、こちらは通常、桜トンネルとは呼ばれない。
桜トンネルの桜は、豊川海軍工廠が開設された1941年（昭和16年）に植樹されたもので、東海地方有数の規模を誇る。
桜トンネルの東側にある佐奈川も桜並木となっており、遊歩道やベンチも整備されている。桜だけでなく菜の花も美しく、春には花を見ながら散歩している人が多く見受けられる。
桜トンネルは春になると花見客で大変にぎわい、露店も多数出る。また、毎年4月1日から4月15日まで、桜トンネルと佐奈川で「桜まつり」が開かれる。

## 交通
鉄道・バス
- 名鉄豊川線 諏訪町駅から徒歩で約10分。
- 豊鉄バス 豊川線・新豊線 「豊川体育館前」または「豊川市役所前」停留所下車、徒歩で約3分。

自動車
- 東名高速道路豊川インターチェンジから約15分。